# Partido Demócrata Cristiano Lituano
El Partido Demócrata Cristiano Lituano (en lituano: Lietuvos krikščionių demokratų partija), abreviado como LKDP, fue un partido político demócrata cristiano, nacionalista y conservador que existió en Lituania entre 1917 y 1935, y nuevamente entre 1989 y 2001. Durante su primer período de existencia, fue uno de los principales partidos políticos de la Lituania de entreguerras en su inicial período democrático (1920-1926) y jugó un papel en la instauración de la dictadura de Antanas Smetona, aunque se distanció de él al poco tiempo.

## Historia

### Imperio ruso y período de entreguerras
Un movimiento demócrata cristiano fue establecido en Lituania en 1890 por un grupo de intelectuales y clérigos católicos romanos. Inicialmente el movimiento afirmaba representar el patriotismo lituano y la defensa de la Iglesia católica frente a la dominante Iglesia ortodoxa rusa. En 1904 adoptó objetivos sociales, pero también comenzó a adoptar puntos de vista nacionalistas y antipolacos. El LKDP como tal se estableció en 1917, con el triunfo de la Revolución rusa y el inicio del proceso de independencia de Lituania. Celebró su primer congreso en Vilna el 20 de noviembre de 1918, poco antes de que la ciudad fuese ocupada por las fuerzas polacas en el marco de la guerra polaco-lituana.
El partido formó parte de los gobiernos provisionales durante la independencia y se impuso por amplio margen en las primeras elecciones nacionales en la historia de Lituania, obteniendo 46 de los 112 escaños elegidos en el Seimas constituyente y un 35,16% de los votos (hasta la fecha, la segunda mayor victoria en términos de voto popular en una elección libre en Lituania). El LKDP formó el «Bloque Demócrata Cristiano» con la Asociación de Agricultores (ŪS) y la Federación Lituana del Trabajo (DLF), que configuró una mayoría absoluta en la legislatura constituyente y les permitió gobernar. En las elecciones parlamentarias de 1922, las primeras luego de la sanción de la primera constitución definitiva del país, el LKDP continuó siendo el partido más grande del Seimas, pero perdió más de un 60% de los votos y dos tercios de los escaños que había obtenido en 1920. Asimismo, el Bloque gobernante perdió la mayoría, por lo que el partido se vio obligado a cooperar con grupos independientes y representantes de minorías étnicas para gobernar. El inestable gobierno en minoría colapsó tan solo seis meses después, resultando en nuevas elecciones en 1923. Aunque el LKDP fue duramente derrotado y cayó al tercer puesto, el Bloque obtuvo 40 de los 78 escaños y pudo gobernar sin apoyos externos, dando como resultado la única legislatura del período democrático que se completó en su totalidad (1923-1926).
El LKDP volvió a terminar tercero en las elecciones de 1926 y el Bloque obtuvo sólo 30 escaños, mientras que la Federación del Trabajo vio su apoyo reducirse casi a la mitad. En ese contexto, la progresista Unión del Pueblo Campesino de Lituania (LVLS), el Partido Socialdemócrata Lituano (LSDP) y el Partido de los Agricultores (ŪP) pudieron formar un gobierno de coalición de izquierda y empujar al LKDP a la oposición. El LKDP lideró la oposición parlamentaria al gobierno, sobre todo rechazando sus concesiones a las minorías étnicas nacionales, y jugó un papel en el golpe de Estado de diciembre que derrocó a la coalición de izquierda e instauró una dictadura liderada por Antanas Smetona. Cuando se hizo evidente que Smetona no restablecería el orden constitucional y que el régimen golpista no sería provisional, el LKDP rompió vínculos con él y se pasó a la oposición en junio de 1927. Esto desató la represión y el arresto de los líderes del partido en 1928. El LKDP redujo su actividad y fue finalmente prohibido en 1935.

### Actividad entre 1989 y 2001
El partido se restableció en 1989, luego de que la República Socialista Soviética de Lituania se convirtiera en la primera república de la Unión Soviética en abandonar el unipartidismo. El LKDP ganó dos escaños en las elecciones de 1990. Para las elecciones de 1992, el LKDP se presentó en alianza con la Unión Lituana de Presos Políticos y Deportados y el Partido Democrático Lituano. El LKDP obtuvo ocho escaños en las circunscripciones uninominales, mientras que la alianza obtuvo 18 escaños en total y emergió como la tercera facción más grande en el Seimas. En 1993, el partido se unió a la Internacional Demócrata Cristiana.
El partido se presentó solo en las elecciones de 1996, obtuvo 16 escaños y se convirtió en el segundo partido más grande. Tras las elecciones, formó una coalición con la Unión Patria. Sin embargo, la coalición se disolvió en junio de 1999. Finalmente, se restableció la coalición. Entre 1997 y 1998, conflictos internos dentro del partido salieron a la luz pública. Los bandos en conflicto eran los "modernos" (Feliksas Palubinskas, Egidijus Vareikis, Vytautas Bogušis, Algis Kašėta, Artūras Vazbys ) y los "conservadores" (Zigmas Zinkevičius y Petras Gražulis). Después del congreso de 1998, cuando Zigmas Zinkevičius se convirtió en nuevo líder, el partido se dividió. En 1998, los "modernos" establecieron un nuevo partido, la Unión Demócrata Cristiana Moderna, que se unió a la Nueva Unión (Social Liberales), la Unión Liberal de Lituania y la Unión de Centro Lituana en el verano de 2000.
En 1998, el LKDP se convirtió en miembro asociado del Partido Popular Europeo.  No obstante, en las elecciones parlamentarias de 2000, el partido sufrió un duro colapso y obtuvo solo dos escaños. En 2001, se fusionó con la Unión Demócrata Cristiana para establecer el partido Demócratas Cristianos Lituanos, disolviéndose de manera efectiva.

## Resultados electorales
|  | 35.16 % |

|  | 17.11 % |

|  | 14.45 % |

|  | 12.59 % |

|  | 0.00 % |

|  | 12.61 % |

|  | 10.43 % |

|  | 3.07 % |